# Andrena verae
Andrena verae är en biart som beskrevs av Osytshnjuk 1986. Andrena verae ingår i släktet sandbin, och familjen grävbin. Inga underarter finns listade i Catalogue of Life.